# Nick Rhodes
Nick Rhodes, właściwie Nicholas James Bates (ur. 8 czerwca 1962 w Birmingham) – brytyjski klawiszowiec.

## Życiorys
Po opuszczeniu szkoły w wieku 16 lat, pracował jako DJ w Birmingham, w klubie The Rum Runner. Razem ze szkolnym kolegą Johnem Taylorem założyli Duran Duran w 1978. Rhodes w początkowym okresie działalności zespołu wywarł największy wpływ na muzykę i wizerunek zespołu. Jeszcze przed nadejściem okresu MTV zwrócił uwagę na duży potencjał tkwiący w teledyskach. Jego wkład w twórczość zespołu był czasami niedoszacowany przez krytykę i otoczenie. W miarę jak Duran Duran zdobywali publiczne uznanie, jego inteligencja, determinacja, cięty humor stały się dobrze znane fanom. Był znany jako podtrzymujący blask Duran Duran, istotnie stał się posiadaczem prawa do nazwy Duran Duran. Rhodes uwielbiał eksperymenty z dźwiękiem jego analogowego syntezatora, ale unikał nowoczesnych ówcześnie dźwięków niektórych innych wczesnych syntezatorowych zespołów. „Save a Prayer”, „A View to a Kill” oraz „Come Undone” to część z jego najbardziej rozpoznawalnego dorobku. Jego aranżacje były bogate, wielowarstwowe i jedyne w swoim rodzaju.
Na początku 1983 odkrył zespół Kajagoogoo i był producentem ich debiutanckiego albumu White Feathers. Później żartując mówił, że nie powinien nigdy tego więcej robić, ponieważ ich przebój „Too Shy” strącił „Hungry Like the Wolf” z 1. miejsca na liście przebojów w Wielkiej Brytanii.

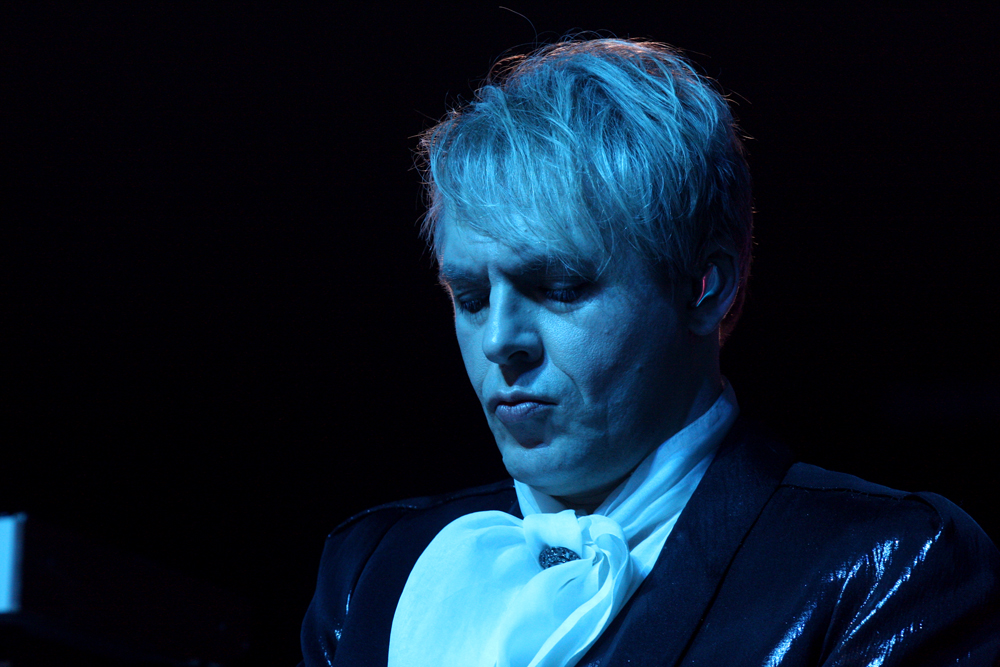
Nick Rhodes podczas koncertu, 2012

Rhodes oczarował się artystycznym światem i przyjaźnił się z Andy Warholem i The Factory, uczęszczał na światowe wystawy. Pewnego razu opisywał uwypuklając ten okres jego życia jako „kupowanie Picassa na kartę American Express”. Pod koniec 1984 wydał swój własny album ze zdjęciami artystycznymi, pod nazwą „Interference”, wiele z nich było wystawianych w The Hamilton Gallery w Londynie.
Razem z członkami zespołu Duran Duran, Simonem Le Bonem i Rogerem Taylorem, utworzył oddzielną grupę Arcadia, grającą melancholijną, syntezatorową muzykę, daleką od stylu Duran Duran czy hard rocka Power Station granej przez dugą część zespołu. Arcadia nagrała parę przebojów: „Election Day”, „Say the Word” i „Goodbye Is Forever”, z jedynego albumu So Red the Rose, który stał się multiplatynową płytą.
Na początku lat 90., razem z Warrenem Cuccurullo, stworzył oddzielny projekt TV Mania, ale nie udało się go doprowadzić do ostatecznego zrealizowania. Później wspólnie stworzyli parę nagrań dla reaktywowanego zespołu Blondie, ale te utwory nie były wykorzystane.
W 1999, razem z pierwszym wokalistą Duran Duran, Stephenem Duffy'm, tworzył utwory bazujące na wczesnym stylu Duran Duran. Rezultatem była płyta Dark Circles, wydana pod nazwą (szyldem) The Devils.
W 2002 był współproducentem i stworzył parę ścieżek dźwiękowych do albumu Welcome to the Monkey House zespołu The Dandy Warhols.